# 1-Bromnonan
1-Bromnonan ist eine chemische Verbindung aus der Gruppe der aliphatischen, gesättigten Halogenkohlenwasserstoffe.

## Gewinnung und Darstellung
1-Bromnonan kann durch Reaktion von Nonanol mit Bromwasserstoffsäure und Schwefelsäure gewonnen werden.

## Eigenschaften
1-Bromnonan ist eine brennbare, schwer entzündbare, farblose bis gelbliche Flüssigkeit mit angenehmem Geruch, die praktisch unlöslich in Wasser ist.

## Verwendung
1-Bromnonan wird als organisches Zwischenprodukt, hauptsächlich in der pharmazeutischen Synthese und in industriellen Farbstoffzwischenprodukten, eingesetzt.

## Sicherheitshinweise
Die Dämpfe von 1-Bromnonan können mit Luft ein explosionsfähiges Gemisch (Flammpunkt 90 °C) bilden.